# Berberis armata
Berberis armata är en berberisväxtart som beskrevs av Citerne. Berberis armata ingår i släktet berberisar, och familjen berberisväxter. Inga underarter finns listade i Catalogue of Life.